# 굴라치 페테르
굴라치 페테르(헝가리어: Gulácsi Péter, 1990년 5월 6일 ~ )은 헝가리의 축구 선수로 현재 독일 분데스리가의 RB 라이프치히에서 골키퍼로 활약하고 있다.

## 선수 경력

### 클럽
2007년 MTK 부다페스트에서 데뷔한 후 그 해부터 2008년까지 잉글랜드 프리미어리그의 리버풀 FC로 임대 이적을 떠났고 이후 완전 이적하였지만 출전 기회를 부여받지 못한 채 2009년 잉글랜드 3부 리그의 헤리퍼드 유나이티드로 임대 이적하여 리그 18경기를 소화했다.
그 후 같은 3부 리그의 트랜미어 로버스로 임대 이적한 뒤 2010-11 시즌까지 공식전 19경기에 출전했고 2010-11 시즌 을 마치고 2부 리그의 헐 시티로 이적 후 리그 15경기에 출전하는 등 꾸준히 경기에 기용되었다.
그리고 2012-13 시즌을 마치고 리버풀과의 계약을 끝낸 뒤 오스트리아 분데스리가의 명문팀인 레드불 잘츠부르크로 이적하여 2014-15 시즌까지 잘츠부르크의 주전 골키퍼로 공식전 100경기에 출전하면서 리그 2연패, 오스트리아컵 2연패에 공헌하며 마침내 데뷔 이후 처음으로 우승의 기쁨을 맛보았다.
이러한 활약에 힘입어 2015년 7월 1일 약 43억원의 이적료에 당시 독일 2부 리그 소속팀이자 잘츠부르크의 자매팀인 RB 라이프치히와 입단 계약을 체결한 후 현재까지 2015-16 시즌 2부 리그 준우승 및 차기 시즌 1부 리그 승격, 분데스리가 2016-17 준우승, 2017-18년 UEFA 유로파리그 8강, 분데스리가 2018-19 3위, 2018-19년 DFB-포칼 준우승, 분데스리가 2019-20 3위, 2019-20년 UEFA 챔피언스리그 4강, 분데스리가 2020-21 준우승, 2020-21년 DFB-포칼 준우승 등의 굵직한 성과를 거둔 것은 물론 독일 키커지에서 선정한 2018-19 분데스리가 올해의 팀, 2019년 헝가리 올해의 선수상에 선정되는 영예를 안았다.

### 국가대표팀
2008년 5월 크로아티아와의 친선 경기를 앞두고 헝가리 A대표팀에 콜업되었으나 경기에는 나서지 못했고 이듬해 헝가리 U-20 대표팀 소속으로 2009년 FIFA U-20 월드컵 본선에 참가하여 비록 7경기에서 11골을 얻어맞았지만 체코와의 16강전 승부차기에서 상대팀의 6번의 PK 중 절반인 3번의 PK를 막아냈고 코스타리카와의 3·4위 결정전 승부차기에서는 4연속 PK 선방쇼를 펼치며 1954년 FIFA 월드컵 준우승 이후 헝가리 축구 역사상 FIFA 주관 대회 최고 성적에 기여했다.
이후 2012년 6월 4일 아일랜드와의 친선 경기 엔트리에 이름을 올렸으나 출전하지 못했고 그로부터 약 2년 후인 2014년 5월 22일 덴마크와의 친선 경기에서 드디어 국제 A매치 데뷔전을 치르게 되었다.
그리고 UEFA 유로 2016 본선을 앞둔 2016년 5월 31일 발표된 23인 최종 엔트리에 이름을 올렸고 비록 키라이 가보르의 그늘에 가려져 단 1경기도 출전하지 못했으나 1966년 FIFA 월드컵 8강 이후 50년만의 헝가리의 메이저 대회 토너먼트 진출에 큰 힘이 되어주었다.
그로부터 5년 후 코로나19 범유행으로 1년 연기된 UEFA 유로 2020 본선 엔트리에도 합류하여 이 대회에서 드디어 팀의 주전 골키퍼로 조별리그 3경기에 모두 선발 출전하며 포르투갈, 프랑스, 독일을 상대로 6점을 내주었지만 포르투갈에게만 0-3으로 완패를 당했을 뿐 나머지 2경기에서는 모두 눈부신 선방쇼로 팀의 무승부에 기여했다.

## 수상

### 클럽
레드불 잘츠부르크
- 오스트리아 분데스리가 : 우승 (2013-14, 2014-15)
- 오스트리아컵 : 우승 (2013-14, 2014-15)

 RB 라이프치히
- 2. 분데스리가 : 준우승 (2015-16)
- 독일 분데스리가 : 준우승 (2016-17, 2020-21), 3위 (2018-19, 2019-20)
- DFB-포칼 : 준우승 (2018-19, 2020-21)
- UEFA 챔피언스리그 : 4강 (2019-20)

### 국가대표팀
헝가리 U-20
- FIFA U-20 월드컵 : 3위 (2009)

### 개인
- 독일 키커지 선정 분데스리가 올해의 팀 : 2018-19
- 헝가리 올해의 선수상 : 2019